# Flecktarn

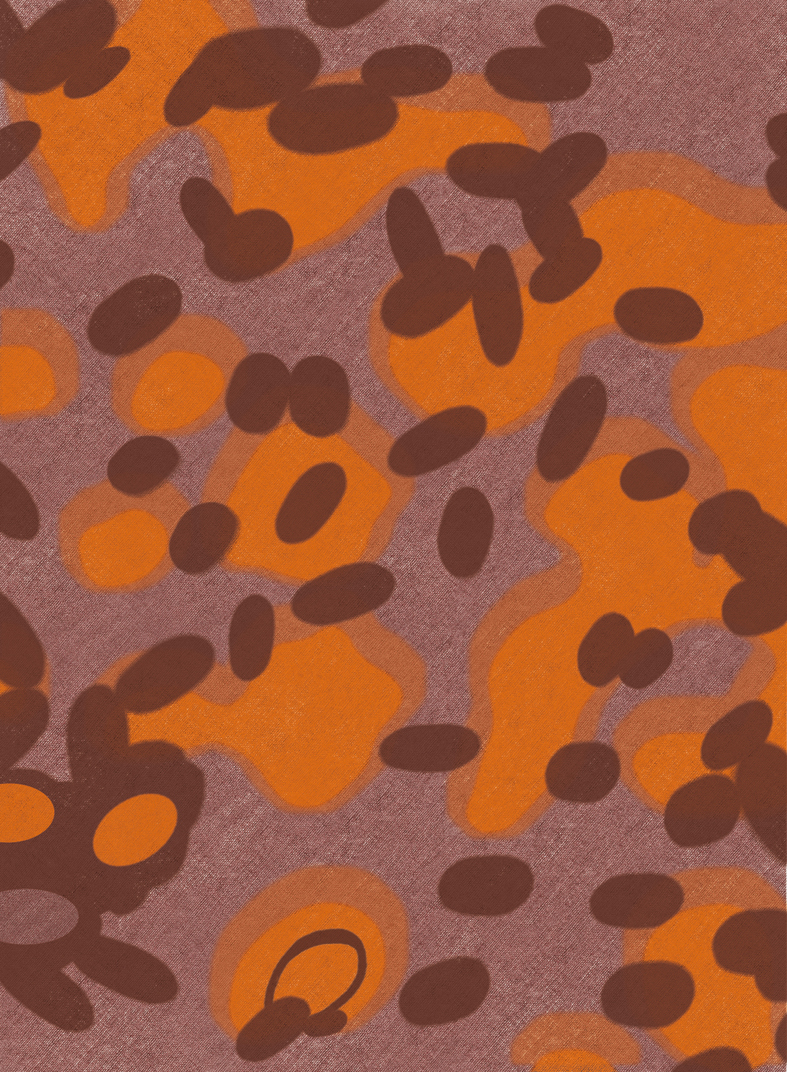
SS-Platanenmuster, cara tardoral, Alemanya, 1937

El Flecktarn (terme alemany: 'camuflatge de pics' o 'camuflatge clapejat', de Fleck, 'taca', i Tarnung, 'camuflatge'), també conegut com a Flecktarnmuster ('patró mimètic clapejat'), és un patró mimètic de la família clapejada fruit de la combinació de cinc colors en forma de taques irregulars (clapes i pics): negre, verd fosc, gris verdós i marró sobre fons de color verd clar. Pensat com a camuflatge de terrenys boscosos temperats, té una versió de desert (Wüstentarn, a voltes conegut pel nom inicial de Tropentarn) que utilitza un esquema de colors diferent.

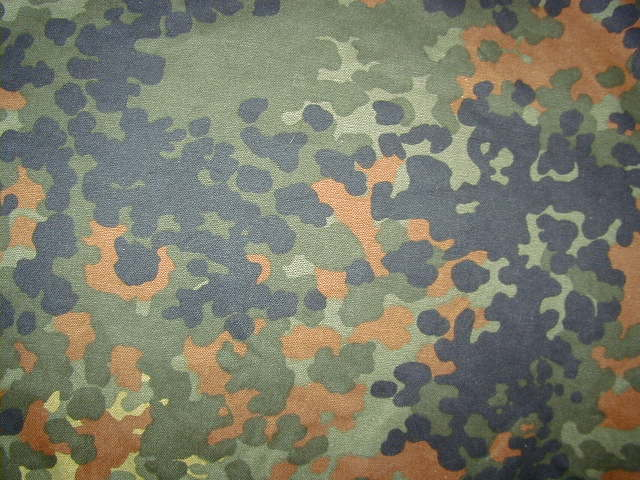
Bundeswehr-Flecktarn, Alemanya (versió estàndard), 1990

El camuflatge Flecktarn fou dissenyat el 1976, sembla que en cooperació amb l'exèrcit francès, si bé aquest no arribà a adoptar-lo. Sovint se l'emparenta al Leibermuster nazi (1945), sense cap base; en canvi, si hom compara patrons resulta evident la similitud --conscient o no-- amb patrons de les Waffen-SS com el Platanenmuster reversible (1937/38), sobretot amb la cara d'estiu; o com l'Erbsenmuster d'una sola cara (1944).
Al principi el Flecktarn es reservà per a forces especials, mentre que el gruix de l'exèrcit continuava vestint de verd oliva. D'ençà 1990 el Flecktarn és la coloració universal de l'uniforme de campanya dels tres exèrcits d'Alemanya: el Heer (exèrcit), la Luftwaffe (força aèria) i algunes unitats de la Marine (armada).
D'ençà 1984 l'uniforme de campanya de tot l'exèrcit danès és en patró pletslǿring, un Flecktarn de marcada dominància verda; des del 2000 compta amb la corresponent versió desèrtica.
Altres exèrcits, com l'austríac, el belga i el xinès, l'utilitzen o l'havien utilitzat en algunes de les seves unitats.